# Elza Kolodin
Elza Kolodin, również jako Eliza Kołodziej – polsko-niemiecka pianistka.
Absolwentka Akademii Muzycznej w Warszawie (klasy Ryszarda Baksta i Zbigniewa Drzewieckiego) oraz Ecole Normale de Musique w Paryżu. Pedagog fortepianu na Hochschule für Musik Freiburg (od 1976). Laureatka i jurorka międzynarodowych konkursów pianistycznych.
Matka pianisty Moye Kolodina.

## Wybrane nagrody
- Międzynarodowy Konkurs Pianistyczny im. Alessandro Cassagrande w Terni - II nagroda (1972)[2]
- Międzynarodowy Konkurs Pianistyczny im. Ferruccio Busoniego w Bolzano - III nagroda (1973)[3]
- Międzynarodowy Konkurs Pianistyczny Premio Jaén - I nagroda (1973)[4]
- Międzynarodowy Konkurs Muzyczny im. Marii Canals w Barcelonie - II nagroda (1976)[5]